# Mont Syvoulia
Le mont Syvoulia est une montagne d'Ukraine qui s'élève à 1 836 m d'altitude. Il est le point culminant du massif des Gorgany dans les Carpates orientales.